# دي جي شامبيون
دي جي شامبيون هو موسيقي ودي جيه وملحن كندي، ولد في 23 سبتمبر 1969 في مونتريال في كندا.

## وصلات خارجية
- الموقع الرسمي
- دي جي شامبيون على موقع ميوزك برينز (الإنجليزية)
- دي جي شامبيون على موقع أول ميوزيك (الإنجليزية)
- دي جي شامبيون على موقع أول ميوزيك (الإنجليزية)
- دي جي شامبيون على موقع ديسكوغز (الإنجليزية)
- دي جي شامبيون على موقع ديسكوغز (الإنجليزية)